# Alfredo Baistrocchi
Alfredo Baistrocchi (Rimini, Italia, 20 de septiembre de 1875 - Roma, noviembre de 1954) fue un notable marino italiano quien además de su trayectoria en la Regia Marina produjo una extensa obra escrita relacionada con el mar y las relaciones internacionales. Hijo de Achille Baistrocchi y Elvira Santamaría ingresó muy joven en la marina alcanzando el grado de almirante. Dos de sus hijos, Achille y Ugo, fueron oficiales navales; ambos fallecieron en actos del servicio. 

## Datos biográficos

### Trayectoria en la Regia Marina
Como oficial de marina, participó en la Campaña de África de 1895 y la China de 1899 a bordo de unidades de la flota; en el Mar Rojo comandó la base italiana. Durante la Guerra Ítalo-Turca (1911-1912) fue jefe de la Secretaría de Marina en Cirenaica, desde donde fue enviado como comandante superior naval a Tripolitania. En ese cargo dirigió personalmente las operaciones de desembarco en Misurata el 8 de julio de 1912, coordinando en la delicada fase inicial, las acciones de las unidades navales con las de ataque terrestre. El comportamiento de Baistrocchi fue particularmente hábil pues al desafío militar se sumaron exigencias de carácter político-diplomático. 
De estas cualidades la Marina se valió sobre todo durante la Primera Guerra Mundial y fue designado representante en las conferencias navales interaliadas de Taranto (octubre de 1916), Londres (enero de 1917) y Corfú (mayo de 1917). En esta última conferencia, dedicada al apremiante problema del control y defensa del tráfico marítimo contra el peligro de los submarinos, fue aprobado el proyecto de Reglamento para la protección del tráfico marítimo. El proyecto fue presentado por la delegación italiana habiendo sido redactado por Baistrocchi. La propuesta recibió un caluroso reconocimiento del almirante francés Froget, conocido experto en el arte naval de su tiempo quien reconoció que éxito del acuerdo aliado se debía a los principios preconizados por Baistrocchi para la defensa de la navegación comercial, amenazada gravemente por los sumergibles. 
En 1926, cuando se proyectaron las operaciones en Somalia septentrional para ocupar los sultanatos de Obbia y Migiurtini, y también del territorio de Nogal, Baistrocchi tomó parte con su nave "Taranto" contribuyendo con la rendición del sultán de Migiurtini.

### Trayectoria como diplomático
Tras retirarse de la marina en 1928, con el grado de almirante, pasó a cumplir funciones en la política exterior de la nación. Debido al éxito alcanzado en una compleja misión por cuenta del Ministerio de Asuntos Exteriores en China meridional hacia 1930 fue nombrado consejero de estado. 
El 1° de julio de 1935 sucedió al almirante senador G. Sechi en la presidencia del Registro italiano naval y aeronáutico . En su nuevo cargo, desarrolló una importante actividad para valorizar y mejorar el Registro Italiano. Logró convocar a una conferencia internacional para articular los variados registros reconocidos a efectos de acordar las reglas de la Convención Internacional de Londres sobre el calado el 5 de julio de 1930. En mayo de 1939, en la víspera de la Segunda Guerra Mundial, un congreso reunió en Roma a los delegados de los ocho registros navales que operaban en el mundo, los cuales alcanzaron importantes acuerdos preventivos -que serían retomados luego del conflicto- en relación con la colaboración técnica internacional para aumentar la seguridad de la vida humana en el mar.
Cesó en sus funciones a causa de la Segunda Guerra Mundial.

## Obra literaria
Baistrocchi fue un fecundo escritor y dejó una extensa obra profesional además de haber dedicado parte de su vida a la enseñanza en la Academia naval de Livorno. Su obra más conocida fue "Elementi di attrezzatura e manovra navale", Livorno 1907, reeditada en 1921 y en 1934 como "Elementi di arte navale". La importancia de la obra, que compilaba todo lo conocido sobre el arte naval, hizo que fuera prologada por el gran almirante y mariscal de Italia Paolo Emilio Thaon di Revel. El libro fue traducido a varias lenguas siendo el capitán de fragata Juan Navarro Dagnino quien lo tradujo al español en 1924 bajo el título "Arte Naval". El libro fue adoptado de inmediato en las academias y escuelas navales España y de América del Sur. 
Además de esta obra Baistrocchi tiene en su haber las siguientes producciones: 
1. Un periodo della grande insidia (Trípoli 1920). Sobre la defensa del tráfico marítimo durante la Primera Guerra Mundial.
2. Un programma di pacificazione e di valorizzazione della Libia, Trípoli 1920.
3. Per la pace dei nostri figli ricordiamoci della guerra, (con prefacio del mariscal Cadorna, Livorno 1922 (2 edición., Napoli 1923).
4. Per l'efficienza d'Italía, ibid. 1924.